# 7.65x21mmパラベラム弾
7.65x21mmパラベラム弾（7.65x21mm Parabellum、.30 Luger又は7.65x21mm ルガー弾）は、拳銃用の実包であり、ルガーP1900（ルガーP08拳銃の前身）などに採用された。1898年、ドイツのドイツ兵器弾薬製造会社 (Deutsche Waffen und Munitions Fabriken, DWM) が製造を開始した。開発したのはゲオルグ・ルガーとヒューゴ・ボーチャードであり、ボーチャードが過去に開発した7.65x25mmボーチャード弾に代えて登場した。
なお、パラベラム（Parabellum）とは、ラテン語のsi vis pacem, para bellum（平和を望むなら、戦争に備えよ）を基にしたDWMの商標である（この格言自体もDWM社のモットーであった）。
7.65 mm ブローニング弾（.32ACP弾）や7.65 mm French Longue弾と混同しやすく、注意が必要である。

## 設計
DWM社のゲオルク・ルガーは、従来の同直径7.65mm弾を改良してこの弾薬を作った。重量6g、ボトルネック型でリムレスである。FMJを使用した場合、初速は365 m/sである。

## 使用状況

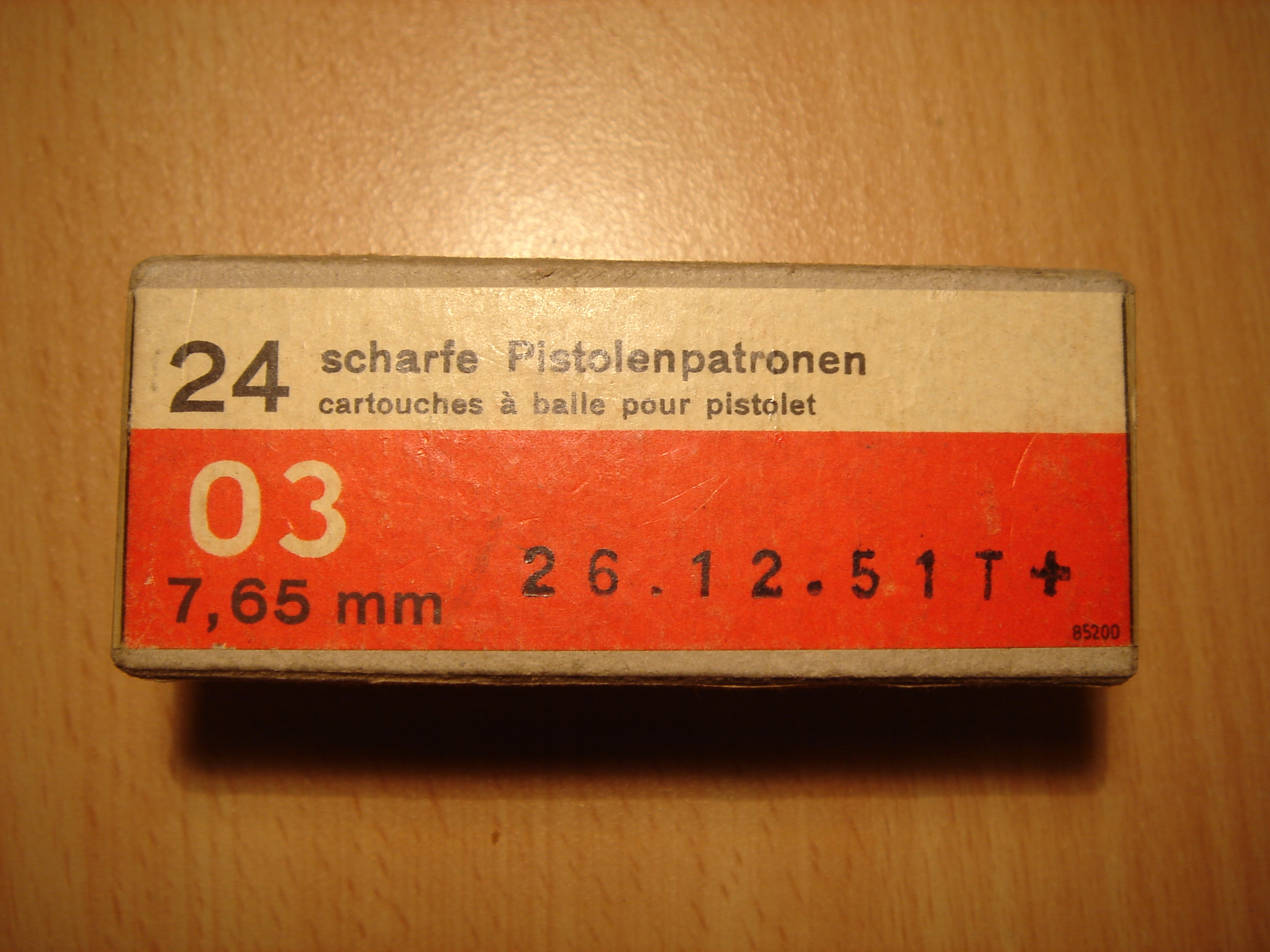
スイス陸軍7.65 mmパラベラム弾の24発入り紙箱

ドイツ陸軍は7.65x21mm パラベラムの威力があまりに弱いため、9x19mmパラベラム弾と置き換えた。
1900年、スイス陸軍はルガー拳銃を採用した際、7.65 mm ルガーを標準の実包として採用し、1940年代まで使用した。その後、スイス軍は、銃を同じ弾薬が使える自国製SIG P210に変更して1970年代まで使用した。
1922年、フィンランドは7.65mmルガー拳銃（フィンランドM/23モデル）を採用し、8000丁を装備したが、7.65mmのまま使用されたのはわずかであり、大半は9mmに改良して使用された。7.65mmのものも1980年までは非戦闘員用の武器として保管されていた。
7.65 mm ルガー弾は、民間向けの拳銃の弾薬としても使用された。イタリアのベネリ (en) B80、ベルギーのFN ブローニング・ハイパワー、アメリカのスタームルガーP89 (en) などである。
短機関銃でこの弾薬を使う機種もある。SIGベルグマン1920（スイスにベルグマンMP-18/1としてライセンスされた）、スイスM/Neuhausen MKMS、オーストリアSteyr MP 34、フィンランドSuomi M-26などである。

## 別名
- .30 Luger
- 7.65 mm Luger
- 7.65x21mm
- 7.65x21mm Luger
- 7.65x22mm
- 7.65 mm Parabellum
- 7.65 mm Para